# Somon Makhmadbekov
Somon Makhmadbekov (Irkutsk, 24 de março de 1999) é um judoca tajique.
Somon foi um dos medalhistas de bronze no Grand Slam de Judo de Osaka 2019 na categoria de peso -73 kg e participou dos Jogos Olímpicos de Verão de 2020.